# WorldWideWeb
WorldWideWeb es un navegador web y editor de páginas web en modo gráfico para el sistema operativo NEXTSTEP; es reconocido como la primera aplicación informática de este tipo. Tiempo después de su lanzamiento fue renombrado Nexus para evitar confusiones con el concepto de World Wide Web.

## Historia
Tim Berners-Lee comenzó el desarrollo de WorldWideWeb durante el mes de octubre del año 1990 usando una computadora NeXTcube mientras trabajaba para el Consejo Europeo para la Investigación Nuclear (CERN). La primera versión de utilidad práctica fue presentada el 25 de diciembre de 1990.
El 26 de febrero de 1991 se hizo la presentación oficial de WorldWideWeb junto a algunos conceptos de World Wide Web.
En marzo del mismo año, el programa se distribuyó entre los compañeros de Berners-Lee en el CERN.
Más gente se sumó al proyecto, incluyendo a Bernd Pollermann, Robert Cailliau, Jean-François Groff, y Nicola Pellow, desarrollador del line-mode browser. Más tarde, Berners-Lee y Groff adaptaron varios de los componentes de WorldWideWeb al lenguaje de programación C para desarrollar la API libwww.
El 30 de abril de 1993 el CERN liberó el código fuente de WorldWideWeb bajo el dominio público, convirtiéndolo en software libre. Inicialmente Berners-Lee consideró liberarlo bajo la GNU GPL pero finalmente escogió el dominio público para asegurar un mayor soporte corporativo.

## Características
WorldWideWeb fue desarrollado en el lenguaje de programación Objective-C. Dado que fue desarrollado en y para NeXTSTEP, la aplicación usa muchos componentes de este sistema operativo; el motor de renderizado fue desarrollado usando la clase Text de NeXTSTEP.
WorldWideWeb incluye soporte básico para hojas de estilo en cascada, descarga y apertura de cualquier tipo de archivo soportado por NeXTSTEP (incluyendo PostScript, video, audio entre otros), navegación por grupos de noticias, corrector ortográfico, protocolo FTP. En las primeras versiones las imágenes eran mostradas en ventanas separadas al documento principal hasta que la clase Text implementó el soporte para el objeto Image. En el momento de su lanzamiento, la posibilidad de editar páginas web estaba restringida a documentos guardados en la misma computadora ya que el método PUT del protocolo HTTP no había sido implementado aún.